# 戸谷茂樹
戸谷茂樹（とだにしげき 1945年 - ）は、日本の弁護士。

## 略歴
兵庫県佐用郡出身。
中央大学法学部法律学科卒業。
1970年弁護士登録。

## 附属池田小事件
附属池田小事件の犯人の弁護士を務める。起訴内容を争わない方針を取り、犯人には罪を償う意識を持ってもらうことを目指した。だが犯人は最後まで謝罪の言葉を口にせず事件と向き合わなかったことを悔やむ。罰や治療では解決しない人間もいるため、人格形成が重要と説く。生まれながらの犯罪者はいないとして、歪んだ人間を生まない教育や家庭環境をいかにして築くかとする。
事件後の犯人と獄中結婚した女性がいた。戸谷茂樹を通じて手紙や差し入れが行われていた。死刑確定後は親族以外は犯人とは面会できないため、死刑確定の前に獄中結婚していた。戸谷茂樹や女性の両親は結婚に反対していたが結婚した。女性が書いた婚姻届の用紙を戸谷茂樹が差し入れとして犯人に送り、犯人がこれに署名して結婚が成立した。
同時期にもう1人犯人との結婚を望む女性がいた。この女性からの手紙も戸谷茂樹を通じて差し入れとして送られていた。戸谷茂樹はこのもう1人の女性のことを、犯人と結婚することで有名になることを計算して結婚しようとしていると見ていた。この女性では犯人との交流は難しいと見ていた。